# Göta kanalbolag
AB Göta kanalbolag är ett svenskt statligt företag som äger och driver Göta Kanal. Bolaget bildades 1810 i samband med att kanalen började byggas. Bygget var klart 1832. Fram till år 1978 var bolaget, och därmed kanalen, i privat ägo, varefter det övertogs av svenska staten.